# El Gusto
Pour les articles homonymes, voir Gusto.
 (novembre 2020).
Pour plus de détails, voir Fiche technique et Distribution.
El Gusto est un  documentaire franco-irlando-algérien réalisé et produit par Safinez Bousbia, sorti en 2011’, le 11 janvier 2012 en France, et le 3 octobre 2012 en Belgique.

## Synopsis
La bonne humeur - El Gusto - caractérise la musique populaire inventée au milieu des années 1920 au cœur de la Casbah d'Alger par le grand musicien de l'époque, El Hadj M'hamed El Anka. Elle rythme l'enfance de ses jeunes élèves du Conservatoire, arabes ou juifs. L'amitié et leur amour commun pour cette musique qui "fait oublier la misère, la faim, la soif" les rassemblent pendant des années au sein du même orchestre jusqu'à la guerre et ses bouleversements. El Gusto, Buena Vista Social Club algérien, raconte avec émotion et... bonne humeur comment la musique Chaâbi a réuni ceux que l'Histoire a séparés il y a 50 ans,.

## Fiche technique
- Titre original : El Gusto
- Réalisation : Safinez Bousbia
- Production : Safinez Bousbia, Heidi Egger
- Sociétés de production : Fortissimo Films, Irish Film Board, Quidam Production
- Pays d'origine :  Algérie,  France,  Irlande
- Langue : français, arabe
- Société de distribution : UGC PH Distribution
- Format : DCP
- Genre : documentaire, historique
- Durée : 88 minutes
- Budget de production : 2 419 437 €
- Dates de sortie :
  -  Corée du Sud : 8 octobre 2011 (Festival international du film de Busan)
  -  France : 11 janvier 2012
  -  Belgique : 3 octobre 2012

## Distribution
- Mamad Haïder Benchaouchi : dans son propre rôle.
- Abdel Hadi Halo : dans son propre rôle.
- Reda Djilali : dans son propre rôle.
- Rachid Berkani : dans son propre rôle.
- Ahmed Bernaoui : dans son propre rôle.
- Robert Castel : dans son propre rôle.
- Luc Cherki : dans son propre rôle.
- Mustapha Tahmi : dans son propre rôle.
- Mohamed el-Ferkioui : dans son propre rôle.
- René Perez : dans son propre rôle.

## Genèse
L’aventure du film El Gusto a commencé en 2003 à l’occasion d’une balade dans la Casbah d’Alger. Le regard de la réalisatrice, Safinez Bousbia, fut attiré par un miroir à l'extérieur d'une boutique. Elle décida d'entrer et fit alors la connaissance de Mohamed Ferkioui, le miroitier. Plus intéressé par lui conter son histoire que de lui vendre le miroir, il saisit un album photos en noir et blanc et à chaque page, il lui racontait une nouvelle anecdote. En discutant avec lui, elle découvrait l'histoire d'une musique populaire algérienne : le Chaâbi. Sa grande fierté était d'avoir intégré la première classe de musique Chaâbi, au conservatoire municipal d'Alger, dont le professeur était Hadj El Anka, père fondateur du Chaâbi. Il se remémorait ses amis de l’époque qu’il n’avait pas vu depuis 50 ans. Émue par l'histoire de cet homme, Safinez s’est mise en quête de retrouver les musiciens qui partageaient avec lui cette passion, avant les événements douloureux qu'a connus l'Algérie et dont le terme fut son indépendance en 1962,.
Il lui aura fallu plus de trois ans pour les retrouver et les réunir. Un concert de retrouvailles des membres de l'orchestre El Gusto fut organisé, en 2007, à Marseille. Devant le succès inattendu[réf. nécessaire], l'orchestre prit son envol et partagea alors cette musique dans les salles les plus prestigieuses. Elle porta à l’écran cette aventure humaine, et en 2012, le film El Gusto sortait en salle,.
Depuis sa sortie, le film a été sélectionné dans de nombreux festivals, notamment le festival du film de Tribeca, le festival de Sao Paulo ou Busan, et a reçu le prix du public au Washington Film Fest (en) en 2012 ainsi que les prix du meilleur réalisateur et le prix Fipresci au Festival du film d' Abou Dabi en 2011.

## Musique
La bande originale du film El Gusto a été produite par Sodi (le producteur de Fela et Femi Kuti), sous le label Remark Records, distribuée par Warner Music en 2012. Un album studio a été produit par Damon Albarn (Blur/Gorillaz) sous son label Honest Jon's , distribué par EMI en 2007.

## Orchestre
Traditionnellement, les orchestres Chaâbi sont composés de 5 à 10 musiciens. Or, pour la première fois, El Gusto présente un orchestre d’envergure (une vingtaine de musiciens), qui transpose la joie et la bonne humeur des quartiers populaires dont ils sont issus (« Gusto » signifiant « la bonne humeur »). Ensemble, ils fredonnent des chansons qui racontent leur vie, celle des dockers, des mariages, les ambiances des cafés, avec des instruments typiques et atypiques comme le banjo, le qanoun, le mandole, le derbouka et le ney… Certains des musiciens ont été étudiants de la première classe de musique, dirigée par le fondateur de la musique Chaâbi - Hadj El Anka - les autres appartiennent à la nouvelle génération des musiciens du Chaâbi. Ces descendants, issus de différents exils, soutiennent la préservation de cette musique comme celle de leur propre histoire. L’orchestre El Gusto définit ainsi la musique Chaâbi d'aujourd’hui: un art populaire en constante évolution.

## Concerts
2014
- 27/11 : Opéra de Monte Carlo, Monaco (France)
- 23/10 : Womex, Saint-Jacques-de-Compostelle (Espagne)

2013
- 27/11 : La Halle aux grains, Toulouse (France)
- 19/10 : La Coursive, La Rochelle (France)
- 17/10 : Festival des Libertés, Bruxelles (Belgique)
- 11/08 : Green Music Center, Sonoma (États-Unis)
- 10/08 : Grand Performance, Los Angeles (États-Unis)
- 06/08 : Kennedy Center, Washington D.C (États-Unis)
- 03/08 : Lincoln Center, New York (États-Unis)
- 15/06 : Festival des Chants Sacrés, Fès (Maroc)
- 15/06 : UNESCO, Paris (France)
- 03/06 : The Barbican, Londres (UK)
- 02/06 : The Carré Theater, Amsterdam (Hollande)
- 31/05 : Mawazine, Rabat (Maroc)

2012
- 30/10 : World Music Festival, Oslo (Norvège)
- 27/10 : Le Colisée, Roubaix (France)
- 24-25/10 : MC2, Grenoble (France)
- 21/10 : La Paloma, Nîmes (France)
- 20/10 : Les Docks du Sud, Marseille (France)
- 18/10 : La Mals, Sochaux (France)
- 30/09 : Musée du Judaïsme, Paris (France)
- 09/08 : Les Nuits du Sud, Vence (France)
- 07/08 : Théâtre de la Mer, Sète (France)
- 05/08 : Festival du Bout du Monde, Crozon (France)
- 04/08 : Festival Esperanzah, Namur (Belgique)
- 13/07 : Les Suds à Arles, Arles (France)
- 11/07 : Scènes d’été, Genève (Suisse)
- 06/07 : Les Hauts de Garonne, Bordeaux (France)
- 12/01 : Palais des Beaux-Arts, Bruxelles (Belgique)
- 9-10/01 : Le Grand Rex, Paris (France)

2007-2010
- Palais des Beaux-Arts, Bruxelles (Belgique)
- L’Alhambra, Paris (France)
- Andalousies Atlantiques, Essaouira (Maroc)
- Les Nuits de Fourvière, Lyon (France)
- The Opening of the Jazz Fest, Berlin (Allemagne)
- The Barbican, Londres (Royaume-Uni)
- Théâtre du Gymnase, Marseille (France)
- Palais Omnisports de Bercy, Paris (France)

## Distinctions
- Abu Dhabi Film Festival 2011 : Best New Director Documentary Competition[10]